# Ambassade de France en Italie
L'ambassade de France en Italie est la représentation diplomatique de la République française auprès de la République italienne. Elle est située à Rome, la capitale du pays, et son ambassadeur est, depuis 2023, Martin Briens, également accrédité auprès de la république de Saint-Marin.

## Ambassade
L'ambassade a son siège au palais Farnèse, situé sur la place Farnèse (Piazza Farnese) à Rome, lequel accueille aussi la résidence de France, ainsi que l'École française de Rome. Le consulat de France se trouve dans une rue adjacente au palais, au no 251 de la Via Giulia.

## Histoire

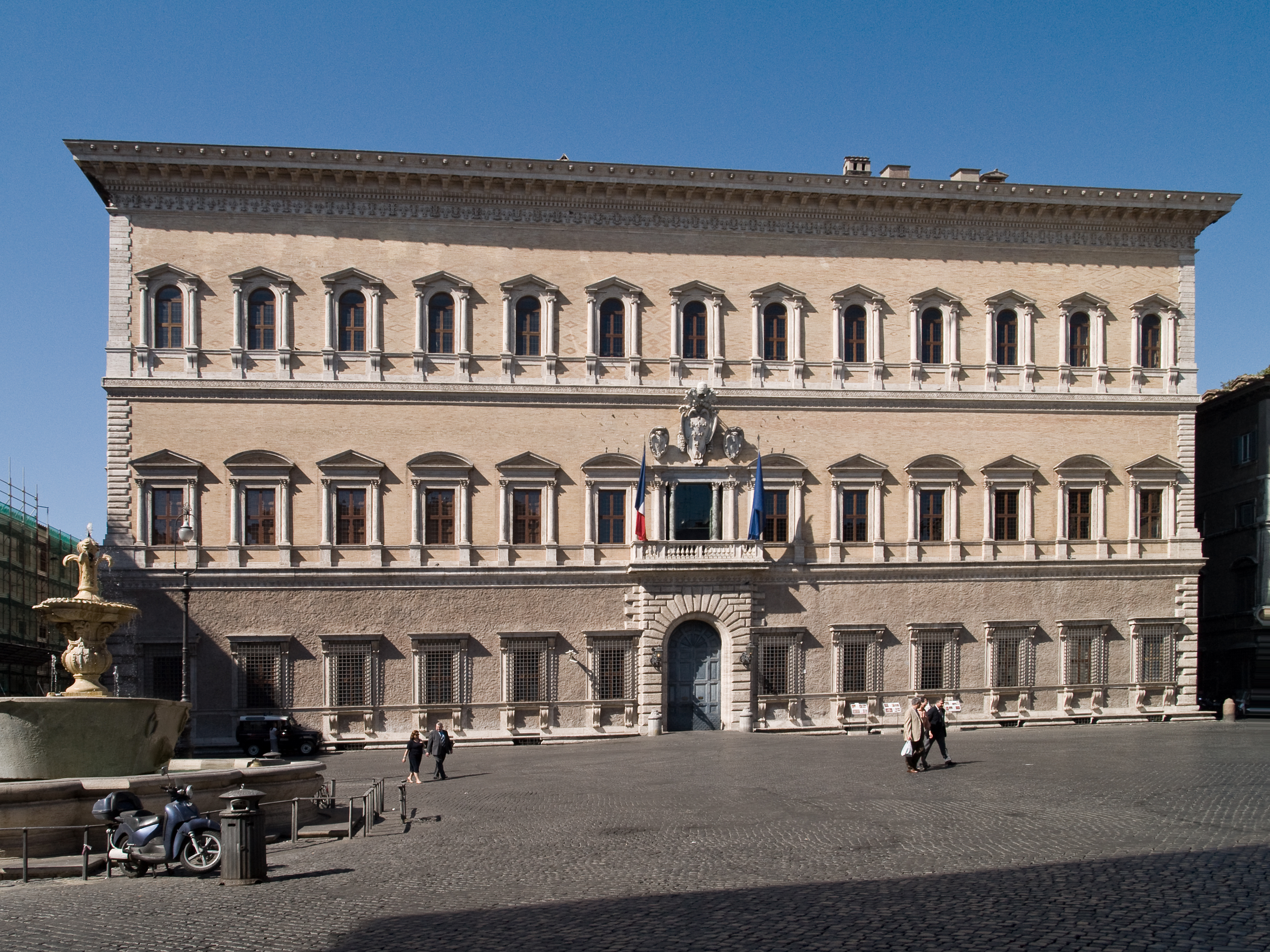
Le palais Farnèse, siège de l'ambassade de France.

En 1874, la France obtient de louer une partie du palais Farnèse auprès de François II, dernier roi des Deux-Siciles en exil ; elle y installe son ambassade. Auparavant, aux XVIIe et XVIIIe siècles, des ambassadeurs des rois de France auprès de la cour de Rome y résident à diverses reprises.
L'édifice était né de l'ambition d'Alexandre Farnèse (1468-1549), devenu cardinal puis pape, qui souhaitait une résidence à la hauteur de son pouvoir et à la dimension de sa progéniture. Plusieurs architectes, parmi lesquels Michel-Ange, se succèdent pour mener à bien cette œuvre qui n'est terminée qu'en 1603, le palais passant aux descendants de Farnèse, son petit-fils Alexandre « Le Jeune » puis son arrière-petit-fils Édouard, tous deux cardinaux. Il est néanmoins rarement habité, le pouvoir étant alors plutôt à Parme qu'à Rome. Il est alors fréquemment loué, aux xvi° et XVIIe siècles à d'illustres Français, tels Jean du Bellay, oncle du poète, Alphonse de Richelieu, frère du premier ministre, le duc de Chaulnes, le duc d'Estrées ou le marquis de Lavardin.
Au XVIIIe siècle, le palais entre dans le patrimoine des Bourbon de Naples. Les ambassadeurs de France ou de Naples venaient y donner des spectacles pyrotechniques, afin d'éblouir la Cour. En 1818, le roi Ferdinand Ier s'y installe, entreprenant au passage les premiers travaux importants depuis la construction de l'édifice.
Rome étant devenue la capitale du royaume d'Italie, Emmanuel de Noailles se mit en quête d'une résidence honorable pour son ambassade. L'affaire fut rapidement conclue avec François II et l'année suivante, en 1875, l'autre partie du bâtiment abrita l'École française d'histoire et d'archéologie.
Le palais fut acheté par l'État français en 1911, pour la somme de 3,4 millions de francs. Le gouvernement de Rome racheta l'édifice en 1936, mais le proposa immédiatement en location à la France sous la forme d'un bail emphytéotique de 99 ans pour un loyer symbolique d'une lire en échange de l'entretien du bâtiment. Réciproquement et dans les mêmes conditions, la France loue à l'Italie l'Hôtel de La Rochefoucauld-Doudeauville pour y installer son ambassade.

## Ambassadeurs de France en Italie
| De   | À    | Ambassadeur                           |
| ---- | ---- | ------------------------------------- |
| 1861 | 1862 | Vincent Benedetti                     |
| 1872 | 1873 | Hugues Fournier                       |
| 1875 | 1882 | Emmanuel Henri Victurnien de Noailles |
| 1882 | 1886 | Albert Decrais                        |
| 1886 | 1888 | Charles de Moüy                       |
| 1888 | 1890 | Jean-Baptiste Mariani                 |
| 1890 | 1897 | Albert Billot                         |
| 1897 | 1924 | Camille Barrère                       |
| 1924 | 1927 | René Besnard                          |
| 1927 | 1932 | Maurice Delarüe Caron de Beaumarchais |
| 1933 | 1933 | Henry de Jouvenel                     |
| 1933 | 1936 | Comte Charles de Chambrun             |
| 1936 | 1938 | Jules-François Blondel                |
| 1938 | 1940 | André François-Poncet                 |
| 1944 | 1946 | Maurice Couve de Murville             |
| 1946 | 1946 | Alexandre Parodi                      |
| 1946 | 1947 | Georges Balaÿ                         |
| 1947 | 1957 | Jacques Fouques-Duparc                |
| 1957 | 1962 | Gaston Palewski                       |
| 1962 | 1967 | Armand Bérard                         |
| 1967 | 1972 | Étienne Burin des Roziers             |
| 1972 | 1975 | Charles Lucet                         |
| 1975 | 1981 | François Puaux                        |
| 1981 | 1982 | Jacques Senard                        |
| 1982 | 1984 | Gilles Martinet                       |
| 1984 | 1988 | Jacques Andréani                      |
| 1988 | 1991 | Gilbert Pérol                         |
| 1991 | 1993 | Philippe Cuvillier                    |
| 1993 | 1995 | Jean-Louis Lucet                      |
| 1995 | 1998 | Jean-Bernard Mérimée                  |
| 1998 | 2002 | Jacques Blot                          |
| 2002 | 2005 | Loïc Hennekinne                       |
| 2005 | 2007 | Yves Aubin de La Messuzière           |
| 2007 | 2011 | Jean-Marc de La Sablière              |
| 2011 | 2014 | Alain Le Roy                          |
| 2014 | 2017 | Catherine Colonna                     |
| 2017 | 2023 | Christian Masset                      |
| 2023 | auj. | Martin Briens                         |

## Avant leRisorgimento
- Source : « Ambassades de France à l'étranger », Ambassade de France en Italie, sur roglo.eu (consulté le 18 avril 2012) ;
- Pour approfondir : Almanachs royaux et impériaux

### àFlorence
Grand-duché de Toscane
- 1766-1793 : Joseph Balthazard de Puget de Barbentane

 Royaume d'Étrurie
- 1801-1802 : Charles Jean Marie Alquier
- 1806-1807 : Pierre Raymond Hector d'Aubusson

1807-1814 Empire français (annexion)
 Grand-duché de Toscane
- 1849-1850 : Alexandre Walewski

### àNaples
Royaume de Naples
- 1314-1314 : Hugues de Bouville

 Royaume de Naples
- 1735-1739 : Louis Philogène Brûlart de Sillery[5]
- 1766-1771 : Renaud César de Choiseul-Praslin
- 1802-1806 : Charles Jean Marie Alquier

 Royaume de Naples
- 1807-???? : Pierre Raymond Hector d'Aubusson

 Royaume des Deux-Siciles
- 18??-18?? : Charles Armand Septime de Faÿ de La Tour-Maubourg
- janvier 1822 -1824 : Hercule de Serre
- 1824-1830 : Pierre Louis Jean Casimir de Blacas d'Aulps
- 1850-1851 : Alexandre Walewski

 Royaume d'Italie
- 1861-???? : Henri Étienne Soulange-Bodin, Consul général de France

### à Turin
Duché de Savoie
- 1679-16?? : Jean-François d'Estrades
- 1749-1751 : Jacques-Joachim Trotti de La Chétardie
- ????-???? : Louis Dominique de Cambis, comte de Velleron

1802-1814 Empire français (annexion)
 Royaume de Sardaigne
- oct. 1814- oct. 1815 : René Eustache d'Osmond
- 1820-18?? : Frédéric-Séraphin de La Tour du Pin
- 1830-1836 : Prosper Brugière de Barante
- 18??-1843 : Narcisse-Achille de Salvandy
- 1859?-1860 : Charles de Talleyrand-Périgord[6]

### à Venise
République de Venise

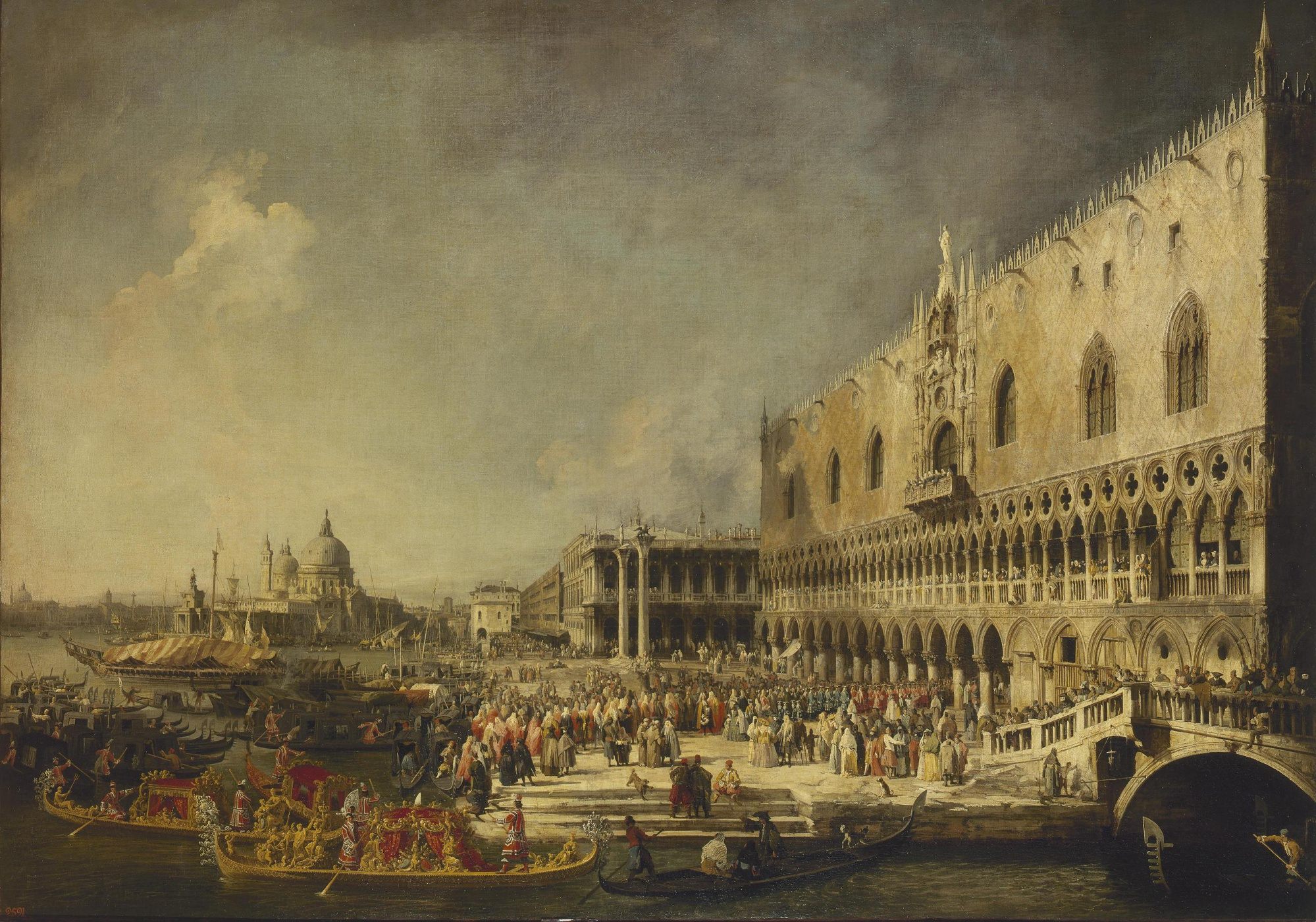
L'entrée de Jacques–Vincent Languet, Comte de Gergy, ambassadeur de France à Venise au palais des Doges, le 4 novembre 1726 (tableau de Canaletto, musée de l’Ermitage, Saint-Pétersbourg).

- 1428-1429 : Simon Charles, de retour en mars 1429[7]
- 1528-1529 : Jean de Langeac
- 1531-1531 : Pierre de Martigny
- 1531-1534 : Lazare de Baïf
- 1534-1535 : Georges de Selve
- 1536-1540 : Georges d'Armagnac
- 1539-1540 : Claude d'Annebault
- 1540-15?? : Guillaume Pellicier
- 1550-1554 : Odet de Selve
- 1559-1561 : François de Noailles
- 1561-1564 : Jean Hurault
- 1563-1567 : Arnaud Du Ferrier
- 1567-1570 : Paul de Foix
- 1570-1582 : Arnaud Du Ferrier
- 1582-1588 : André Hurault
- 1588-1589 : François Hurault
- 1589-1596 : André Hurault
- 1598-1598 : Antoine Séguier
- 16??-16?? : Denis de La Haye
- 1607-1611 : Jean Bochart
- 1612-1615 : Charles Ier Brûlart de Genlis
- 1627-16?? : Claude de Mesmes
- 1631-1631 : Charles Ier Brûlart de Genlis
- 16??-16?? : Charles du Pont d'Aubevoye
- 1644-1647 : Nicolas Bretel
- 1651-1655 : René de Voyer de Paulmy d'Argenson (1623-1700)
- 1655-1657 : Bernard du Plessis-Besançon
- 1662-166? : Pierre de Bonzi
- 1668-1668 : François de Neufville
- 1672-1674 : Jean-Antoine d'Avaux
- 1675-167? : Jean-François d'Estrades
- 1682-1685 : Michel-Jean Amelot de Gournay
- 1688-1688 : François de Neufville
- 1701-1704 : Joseph Hennequin de Charmont[note 1],[note 2] (....-1731).
- 17??-17?? : Antoine-René de Voyer de Paulmy d'Argenson
- 1723-1732 : Jacques Vincent Languet de Gergy
- 1752-1755 : François-Joachim de Pierre de Bernis
- 1760-1765 : François de Baschi
- 1783-???? : Jean Charles Gravier de Vergennes
- 1789-1791 : Marc-Marie de Bombelles
- 1791-1792 : Félicité Jean Louis de Durfort

 République italienne
- 1805-1807 : Julien Bessières, consul général

## Relations diplomatiques

### La République de Saint-Marin
Si les relations diplomatiques entre Saint-Marin et la France remontent au Directoire, c'est en 1855 qu'à lieu l'ouverture d'une légation saint-marinaise à Paris. C'est le consulat général de Florence assure la représentation de la France. En 1997, la France accrédite pour la première fois l'ambassadeur de France en Italie comme représentant diplomatique auprès de la république de Saint-Marin.

## Consulats

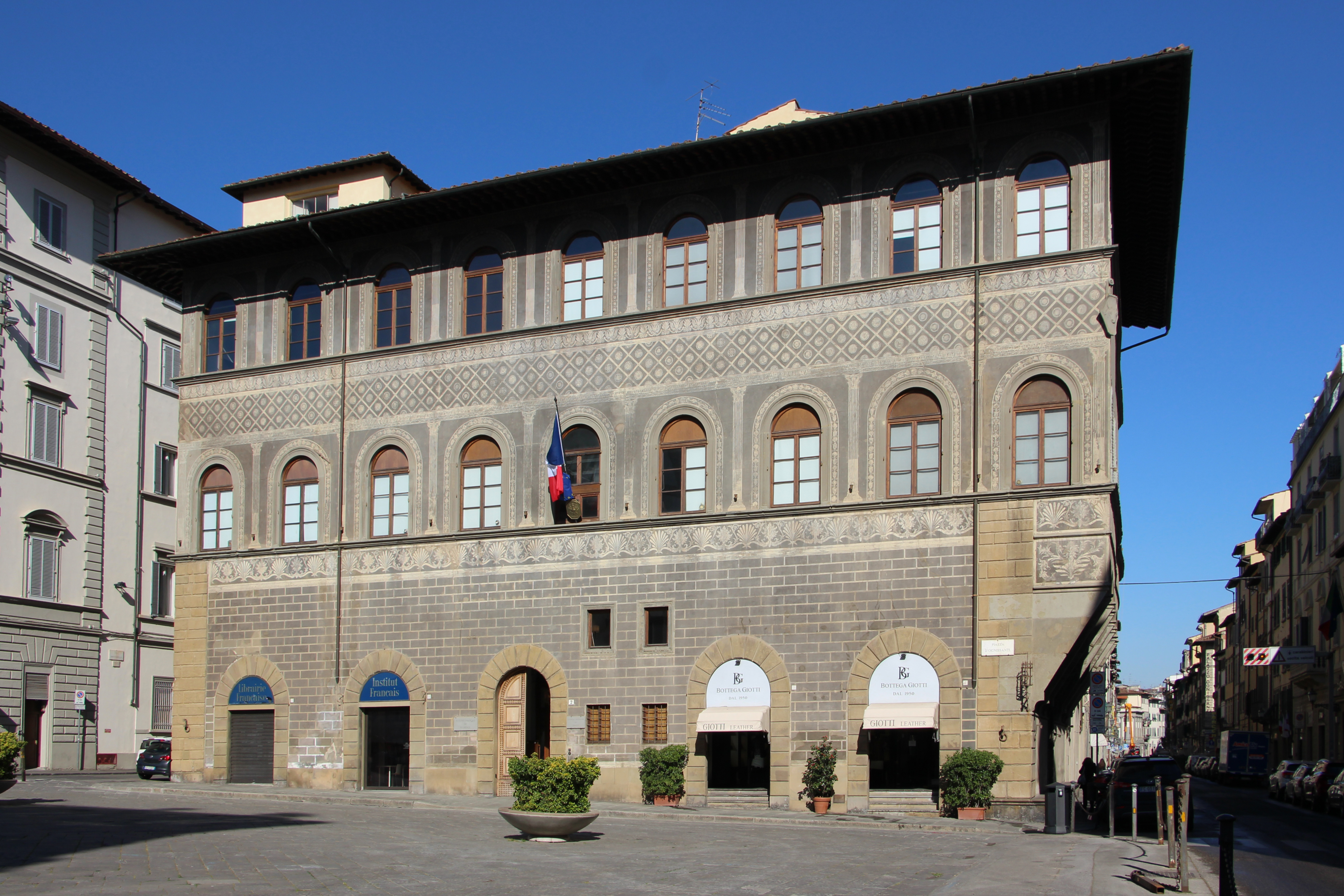
Consulat général à Florence

Outre celui de Rome, il existe trois autres consulats généraux de France en Italie, basés à Florence, Milan et  Naples ainsi que plusieurs consuls honoraires situés à :
- Consulat général de Rome :
  - Latium • Ombrie • Abbruzes • Sardaigne

- Consulat général de Florence
  - Toscane • Marches • Saint-Marin

- Consulat général de Milan
  - Lombardie • Émilie-Romagne • Vénétie • Trentin Haut-Adige • Frioul-Vénétie julienne • Ligurie • Piémont • Val d'Aoste

- Consulat général de Naples
  - Campanie • Molise • Pouilles • Basilicate • Calabre • Sicile

- Le Consulat général à Venise a été fermé en 1998, celui de Turin en 2015, et leurs compétences transmises à Milan. Ils existaient aussi des consulat générales à Palerme et à Gênes.

### Communauté française
Le nombre de Français établis en Italie est estimé à 70 000. Au 31 décembre 2016, 44 112 sont inscrits sur les registres consulaires en Italie. Au 31 décembre 2014, les 46 113 inscrits étaient ainsi répartis entre les quatre circonscriptions consulaires : Rome : 15 978, Milan : 18 085, Naples : 3 425, Turin : 8 625.
| 2001   | 2002   | 2003   | 2004   |
| ------ | ------ | ------ | ------ |
| 30 717 | 35 682 | 41 133 | 41 797 |

| 2005   | 2006   | 2007   | 2008   |
| ------ | ------ | ------ | ------ |
| 41 494 | 44 497 | 44 561 | 46 224 |

| 2009   | 2010   | 2011   | 2012   |
| ------ | ------ | ------ | ------ |
| 46 618 | 46 554 | 48 352 | 46 987 |

| 2013   | 2014   | 2015   | 2016   |
| ------ | ------ | ------ | ------ |
| 46 896 | 46 113 | 44 835 | 44 112 |

| 2017   | 2018   | 2019   | 2020   |
| ------ | ------ | ------ | ------ |
| 43 877 | 41 544 | 40 168 | 36 646 |

Le graphique qui aurait dû être présenté ici ne peut pas être affiché car il utilise l'ancienne extension Graph, désactivée pour des questions de sécurité. Des indications pour créer un nouveau graphique avec la nouvelle extension Chart sont disponibles ici.

### Circonscriptions électorales
Depuis la loi du 22 juillet 2013 réformant la représentation des Français établis hors de France avec la mise en place de conseils consulaires au sein des missions diplomatiques, les ressortissants français d'Italie élisent pour six ans des conseillers consulaires dans chacune des circonscriptions suivantes :
1. Rome, Naples, La Valette (Malte) et Cité du Vatican (Vatican) : 5 conseillers ;
2. Milan, Turin et Gênes : 5 conseillers.

Ces derniers ont trois rôles :
1. ils sont des élus de proximité pour les Français de l'étranger ;
2. ils appartiennent à l'une des quinze circonscriptions qui élisent en leur sein les membres de l'Assemblée des Français de l'étranger ;
3. ils intègrent le collège électoral qui élit les sénateurs représentant les Français établis hors de France. Afin de respecter la représentativité démographique, deux délégués consulaires sont élus dans les deux circonscriptions (un dans la 1re et un dans la 2e) pour compléter ce collège électoral.

Pour l'élection à l'Assemblée des Français de l'étranger, l'Italie appartenait jusqu'en 2014 à la circonscription électorale de Rome comprenant aussi Malte, Saint-Marin et le Vatican, et désignant quatre sièges. L'Italie appartient désormais à la circonscription électorale « Europe du Sud » dont le chef-lieu est Rome et qui désigne cinq de ses 21 conseillers consulaires pour siéger parmi les 90 membres de l'Assemblée des Français de l'étranger.
Pour l'élection des députés des Français de l’étranger, l'Italie dépend de la 8e circonscription.